# 森田健作 青春の勲章は くじけない心
『森田健作 青春の勲章は くじけない心』（もりたけんさく せいしゅんのくんしょうは くじけないこころ）は、ニッポン放送で2021年4月11日から放送しているトーク番組。

## 番組概要
ニッポン放送は、2021年上半期番組編成発表から少し経過した、4月5日に前日の4日に千葉県知事の任期が満了し、後任の知事との引継ぎを行った森田が、翌6日に当該番組の収録を行ったことを発表。通常、編成時の番組は発表会や社長定例記者会見の場で発表されるが、森田の場合は任期が4月迄食い込んでいたため、通常の番組編成週から1週遅れて番組が開始する事となる。
当該番組は、同年1月1日の特別番組として編成。また、森田は同局で知事として報道番組のインタビューや特別番組で出演するケースは多々存在したが、同局でのレギュラー番組を持つのは2011年9月以来、9年7ヶ月振りとなる。
番組構成は、森田が「元気の源」、「人生のサプリ」と称して、学生時代に綴っていたという“森田流格言”を元に、ユーモアと人間味を表現した「言霊番組」のコンセプトを掲げている。

## 出演者

### パーソナリティ
- 森田健作（俳優、サンミュージック最高顧問、前千葉県知事、元衆議院議員）

### アシスタント
- 森林永理奈（女優、タレント、2021年4月11日 - 9月26日[6]）
- 2021年10月は週替わり。
- 西村知美（タレント、2021年11月1日[7] - ）

## 放送時間
※JST表記
- 日曜 17:30 - 17:40 - 2021年4月11日 - 2021年10月24日
- 月曜 18:20 - 18:50 - 2021年10月25日 -

### 放送時間の変更
2021年
- 4月25日：4月聴取率調査週間編成として、『ニッポン放送ショウアップナイター』のダブルヘッダー編成に伴い、番組休止。

2022年
- 8月8日：『キリン一番搾り presents ラジオ5局オンライン飲み会 2022夏』関連の特別番組放送のため、19:30 - 20:00の放送となった[8]。

2023年
- 4月15日:本来の放送日である4月17日が聴取率調査週間に伴う特別番組編成（辛坊治郎ズームそこまで言うか!の延長生放送と、小泉今日子のオールナイトニッポンPremiumの生放送）のための前倒し振替放送を21:00-21:30に行う（同日はプロ野球全3試合がデーゲーム（3試合雨天中止）のため、ショウアップナイターハイライトも休止となっていたため）
- 6月10日:同様に本来の放送日である6月12日が聴取率調査週間の特別編成（辛坊治郎ズームそこまで言うか!の延長生放送と、清水ミチコのミッチャン・インポッシブル2023・愛すべき天然大作戦の生放送）のため、振替前倒しを21:00-21:30に行う（同日はプロ野球6試合＝セ・パ交流戦が全試合ともデーゲームだったため、ショウアップナイターハイライトも休止となっていたため）
- 本来の放送日である8月28日が聴取率調査週間の特別編成（辛坊治郎ズームそこまで言うか!の延長生放送と、明石家さんま オールニッポン お願い!リクエストの生放送）のため、翌週9月4日の『辛坊治郎 ズーム スペシャル 関東大震災から100年 都市型震災に備える』放送のため2週連続で休止。

2024年
- 同年初回の放送日である1月1日が同日に発生した能登半島地震に関する特別編成のため休止となり、当日放送予定分は2月12日の15:00 - 15:30に改めて放送した。

## 特別番組
- 森田健作 青春の勲章は くじけない心 増刊号[注 1]

2021年7月12日（11日深夜）（1:30 - 2:15）
放送当日にレギュラー放送は通常編成されていたが、放送尺が10分しかないため、同日深夜に特別番組として編成
ゲスト：菅義偉（内閣総理大臣、衆議院議員）、進行ナレーション：熊谷実帆（ニッポン放送アナウンサー）
2022年5月4日（13:00-14:00）
2022年8月11日（15:00-15:30）